# Gymnastes fulvogenualis
Gymnastes fulvogenualis là một loài ruồi trong họ Limoniidae. Chúng phân bố ở miền Australasia.